# Time to Turn
Time to Turn ist das zehnte Studioalbum der deutschen Progressive-Rock- und Artrock-Band Eloy. Es erschien 1982 unter dem Label EMI-Electrola und wurde 2005 dort neu aufgelegt.

## Inhalt
Time to Turn setzt die Geschichte des Protagonisten Ion auf dem fiktiven Planeten Salta fort, die auf dem vorangegangenen Album Planets begonnen wurde. Stilistisch unterscheidet es sich nur marginal und kommt etwas flüssiger herüber.

## Entstehungsgeschichte
Time to Turn und Planets hätten eigentlich als Doppelalbum erscheinen sollen, wurden aber nach dem Willen des Musiklabels EMI auf zwei Einzelalben aufgeteilt, da sich in der Popmusik immer seltener Konzeptalben und zunehmend kurze Songs auf dem Markt durchsetzten.
Bei diesem Album kehrt Fritz Randow am Schlagzeug zurück, der den ausgeschiedenen Jim McGillivray ersetzte. Randow war bereits von 1972 bis 1975 Mitglied von Eloy und hatte auf den Alben Inside, Floating und Power and the Passion gespielt.

## Besetzung
- Hannes Arkona: Gitarre, Keyboards, Perkussion
- Frank Bornemann: E-Gitarre, Gitarre, Gesang
- Hannes Folberth: Keyboards:
- Klaus-Peter Matziol: Bassgitarre, Gesang
- Fritz Randow: Schlagzeug, Perkussion
- Sabine, Amy und Anne: Chorgesang auf dem Titel Time to Turn

### Technik
- Arrangement: Eloy
- Produktion: Frank Bornemann, Eloy
- Tontechnik: Jan Nemec, Thomas Rugel

## Titelliste
Die Titel wurden von Eloy, Frank Bornemann und Sigi Hausen geschrieben.

### Seite A
1. Through a Somber Galaxy – 6:00
2. Behind the Walls of Imagination – 6:25
3. Time to Turn – 4:32
4. Magic Mirrors – 5:25

### Seite B
1. End of an Odyssey – 9:25
2. The Flash – 5:34
3. Say, Is It Really True – 4:45

## Veröffentlichungen und Charterfolge
Das Album war zehn Wochen in den offiziellen deutschen Albumcharts, wo es am 17. Mai 1982 mit Platz 38 seine beste Chartnotierung erreichte.
Wie das Vorgängeralbum wurde Time to Turn vom britischen Plattenlabel Heavy Metal Worldwide im  Vereinigten Königreich vertrieben und mit einem von den übrigen Ausgaben abweichenden Coverart des britischen Künstlers Rodney Matthews ausgestattet. Der Titel Magic Mirrors wurde durch Illuminations ersetzt, der ursprünglich auf dem Album Colours von 1980 veröffentlicht wurde.
| ChartsChartplatzierungen | Höchstplatzierung | Wochen |
| ------------------------ | ----------------- | ------ |
| Deutschland (GfK)        | 38 (10 Wo.)       | 10     |